# Pour Me a Drink
Pour Me a Drink è un singolo del cantante e rapper statunitense Post Malone, pubblicato il 21 giugno 2024 tramite le etichette Republic e Mercury Records come secondo estratto dal sesto album in studio F-1 Trillion. Il brano vede la partecipazione del cantante country statunitense Blake Shelton.

## Promozione e pubblicazione
Il 24 maggio 2024 Malone pubblica tramite i social un pezzo in anteprima della canzone. Il 13 giugno annuncia il nuovo singolo con Blake Shelton, con il 21 giugno come data di pubblicazione.

## Formazione
- Post Malone – voce
- Blake Shelton – voce

## Classifiche

### Classifiche settimanali
| Classifica (2024) | Posizione massima |
| ----------------- | ----------------- |
| Australia         | 33                |
| Canada            | 12                |
| Irlanda           | 44                |
| Norvegia          | 20                |
| Nuova Zelanda     | 37                |
| Regno Unito       | 34                |
| Stati Uniti       | 12                |
| Svezia            | 46                |

### Classifiche di fine anno
| Classifica (2024) | Posizione |
| ----------------- | --------- |
| Canada            | 55        |
| Stati Uniti       | 76        |